# Куроедов, Алексей Матвеевич
Алексей Матвеевич Куроедов — комендант Кизлярской крепости в 1780—1782 годах.
В 1730 году родился Куроедов Алексей Матвеевич. Был военным Русской Армии в чине премьер-майора. В 1768—1774 годах принимал участие в Русско-Турецкой войне.
25 ноября 1770 г. был награждён орденом Святого Георгия Победоносца 4 степени (Императорский Военный орден Святого Великомученика и Победоносца Георгия — высшая военная награда Российской Империи. Орден вручался только за особые отличия в сражениях, а также за выслуги в офицерских чинах — 25 лет.)
В 1777 году было присвоено воинское звание Бригадир (воинское звание и военный чин в пехоте или коннице, выше полковника и ниже генерал майора. Военный чин 5-го класа. Командовал бригадой или несколькими полками)
В 1780—1782 годах комендант Кизлярской крепости (Дагестан)
В 1776 году Бригадир Куроедов Алексей Матвеевич получил 1500 десятин земли на реке Кильчень по течению с правой стороны.